# Olophrum boreale
Olophrum boreale är en skalbaggsart som först beskrevs av Gustaf von Paykull 1792.  Olophrum boreale ingår i släktet Olophrum, och familjen kortvingar. Arten är reproducerande i Sverige.